# Христо Йовов
Христо Йовов (болг. Христо Йовов, нар. 4 листопада 1977, Своге) — болгарський футболіст, що грав на позиції нападника.
Виступав, зокрема, за клуби «Левскі» та «Літекс», а також національну збірну Болгарії.

## Клубна кар'єра
Народився 4 листопада 1977 року в місті Своге]. Вихованець футбольної школи клубу «Левскі». Дорослу футбольну кар'єру розпочав 1995 року в основній команді того ж клубу, в якій провів два роки, взявши участь у 57 матчах чемпіонату. Більшість часу, проведеного у складі «Левскі», був основним гравцем атакувальної ланки команди і одним з головних бомбардирів, маючи середню результативність на рівні 0,33 голу за гру першості.
На початку 1998 року Йовов перейшов у німецький «Мюнхен 1860», але за рік зіграв лише у 9 іграх Бундесліги та забив 1 гол, в результаті чого на початку 1999 року повернувся на батьківщину, де став гравцем «Локомотива» (Софія), а вже влітку перейшов у «Літекс». Відіграв за команду з Ловеча наступні п'ять сезонів своєї ігрової кар'єри. В новому клубі був серед найкращих голеодорів, відзначаючись забитим голом в середньому щонайменше у кожній третій грі чемпіонату і 2001 року допоміг команді виграти Кубок Болгарії. Крім цього 2003 року недовго виступав на правах оренди за китайський «Ляонін Хувін», зігравши у місцевій Суперлізі 5 матчів.
2004 року повернувся до «Левскі». Цього разу провів у складі команди три сезони. Граючи у складі «Левскі» також здебільшого виходив на поле в основному складі команди і виграв по два чемпіонати, кубки та суперкубки країни. Крім того клуб з Йововим вдало виступав і у єврокубках, спочатку дійшовши до чвертьфіналу Кубка УЄФА 2005/06, а у наступному сезоні «Левскі» вийшов до групового етапу Ліги чемпіонів 2006/07, ставши першою командою Болгарії, яка зробила це.
На початку 2008 року Христо відправився на Кіпр, де по пів року пограв за місцеві лімасольські команди «Аріс» та «Аполлон», але у лютому 2009 року повернувся до «Левскі», за який відіграв ще 4 сезони. І в цей період Йовов продовжував регулярно забивати, в середньому 0,39 рази за кожен матч чемпіонату і навесні 2009 року він забив найшвидший гол в історії вищого дивізіону Болгарії (19 секунд) в матчі проти «Локомотива» (Пловдив). 19 липня 2012 року Йовов зіграв у матчі Ліги Європи проти боснійського «Сараєво» (1:0) і, таким чином, став гравцем з найбільшою кількістю матчів у складі болгарських команд у європейських змаганнях, перевершивши рекорд, встановлений колишнім товаришем по «Левскі» Еліном Топузаковим. Загалом Йовов взяв участь у 66 матчах за болгарські команди в європейських клубних турнірах (50 з «Левскі» та 16 з «Літексом»). Його рекорд був побитий лише 4 жовтня 2018 року, коли Светослав Дяков і румун Космін Моці зіграли за «Лудогорець» на виїзді проти «Цюриха» (0:1) у груповому етапі Ліги Європи УЄФА.
6 травня 2013 року, у домашній грі проти «Міньора» (Пернік), Йовов зіграв свій ювілейний 300 матч у вищому дивізіоні Болгарії, а по закінчення того сезону завершив професійну кар'єру футболіста.

## Виступи за збірну
10 березня 1998 року дебютував в офіційних іграх у складі національної збірної Болгарії в товариському матчі з Аргентиною (0:2). Всього протягом кар'єри у національній команді, яка тривала 10 років, провів у її формі 29 матчів, забивши 5 голів.

## Досягнення
- Чемпіон Болгарії: 1995, 2006, 2007, 2009
- Володар Кубка Болгарії: 2004, 2005, 2007
- Володар Суперкубка Болгарії: 2005, 2007, 2009

## Політична кар'єра
Під час місцевих виборів у Болгарії 2011 року Йовов був кандидатом у мери у своєму рідному місті Своге, зайнявши третє місце після першого туру виборів.